# Estavayer-le-Lac
Estavayer-le-Lac là một đô thị thuộc bang Fribourg, nằm bên bờ nam của hồ Neuchâtel. Estavayer-le-Lac nằm giữa Yverdon và Berne. Đây là huyện lỵ huyện Broye.